# Hemmingsen
Hemmingsen er et dansk efternavn. I 2009 er der registreret 2420 personer med efternavnet Hemmingsen i Danmark. En nedgang på 23 personer i forhold til 2008.

## Kendte med dette efternavn
- Niels Hemmingsen – dansk teolog (1513 – 1600)
- Laurids Hemmingsen – husmand der kæmpede sammen med Svend Povlsen Gøngehøvdingen

## Reference
1. ↑  Hvor mange hedder... – Danmarks Statistik

| Slægtsnavne | Spire Denne artikel om et slægtsnavn er en spire som bør udbygges. Du er velkommen til at hjælpe Wikipedia ved at udvide den. |